# Елитните убийци
„Елитните убийци“ (на английски: The Killer Elite) е американски екшън, излязъл по екраните през 1975 година, режисиран от Сам Пекинпа с участието на Джеймс Каан, Робърт Дювал и Бърт Йънг в главните роли.

## Сюжет
Внимание:  Текстът по-долу разкрива сюжета на произведението (или части от него)!
Майк Локен и Джордж Хансен са дългогодишни приятели и професионални партньори, агенти на „Communications Integrity (ComTeg)“, частна разузнавателна агенция, която изпълнява тайни задачи за ЦРУ. В края на последната им задача Хансен предава Локен, като убива техния клиент и прострелва Локен в коляното и лакътя, като на практика го „пенсионира“. След месеци на болезнена рехабилитация Локен носи метални скоби, но може да ходи с бастун. След като е изписан от болницата, Локън се премества при медицинската сестра Ейми, за да продължи терапията му. С течение на месеците Локън се подлага на сериозно обучение по бойни изкуства с бастун, като става умел с него, и се заклева да отмъсти на Хансен за предателството му.
Директорът на „ComTeg“ Кап Колинс отказва да върне Локен отново на полето, като приема, че той е годен само за работа на бюро. О’Лиъри, агент на ЦРУ, наема „ComTeg“ да защитава Юен Чънг, тайвански политик, пристигнал в Съединените щати с делегация, включваща дъщеря му Томи. Чънг е нарочен за убийство и Хансен е нает да изпълни задачата. Локен събира стария си екип, включително шофьора Мак и стрелеца Джером Милър, но те не знаят, че Колис си сътрудничи с Хансен, надявайки се да свалят настоящия директор на „ComTeg“ Лорънс Уейбърн. Колис е наел два отделни ударни отряда, един воден от Хансен и един воден от нинджа Негато Току, за да елиминират Чънг, след като първият опит за засада се проваля. Хансен не харесва споразумението, но той неохотно се съобразява, когато Колис му дава следващата възможност да убие Чънг.
Хансен и неговият екип започват нападение срещу убежището на Чънг, но Локен успява да защити Чънг и да избягат невредими, укривайки се в барака на кея, където Колис ще измъкне Чънг с яхта на следващия ден. Когато Локен казва на Чънг и Томи да застанат пред добре видим прозорец със светеща светлина, Мак обвинява Локен, че е използвал клиентите им като стръв, за да примами Хансен, истинската му цел. По-късно същата нощ Хансен се промъква в убежището на Чънг и взема Томи за заложник, карайки Локен да се обезоръжи. Той обяснява, че работи за Колис и твърди, че стрелбата по Локън не е била лична. Хансен предлага да даде на Локен част от парите, като го предупреждава, че ако не успее да убие Чънг, още убийци ще ги преследват и двамата. Вместо това Локен решава да си тръгне и да се изправи срещу Хансен друг път при свои условия. Въпреки това, Милър застрелва Хансен, докато той е разсеян, убивайки го. Шокиран и вбесен, че не може да отмъсти на човека, който го е осакатил, Локън удря Милър в лицето.
Локън телефонира на Уейборн и му казва за предателството на Колис. Уейбърн нарежда на Локен да проследи плановете за среща и му казва, че ако предостави доказателства, че Кап е предателя, той може да получи работата на Кап. На следващия ден Локен отплава с яхта до гробище от празни кораби на военноморския резервен флот в залива Суисун и нарежда на Чънг и Томи да останат на борда. Локън, Милър, Мак и няколко други доверени служители на „ComTeg“ се качват на борда на един от корабите и забелязват нинджите, които пълзят над тях. Колис се появява и предлага на Локен подкуп, но Локен го прострелва в ръката и капачката на коляното, използвайки същите реплики, които Хансен му е дал, когато го е предал.
Нинджите атакуват, но Милър ги покосява с автомата си. След това той е застрелян от въоръжен мъж, но не и преди да отвърне на стрелбата, отнасяйки убиеца си със себе си. Томи и Чънг пристигат, точно както Току пристига и предизвиква Чънг на дуел с мечове. Локен иска да го застреля, но Чънг приема предизвикателството и взима меч. След кратка битка с мечове Чънг убива Току. Уейбърн пристига с подкрепления и останалите нинджи се разпръскват. Мак обвинява Уейбърн, че ги използва, за да вършат мръсната работа, и се опитва още веднъж да убеди Локен да напусне „ComTeg“ и да се пенсионира. Уейбърн посочва, че човек като Локен няма нищо друго освен работата си. Локън отказва предложението за работа на Уейборн, но запазва яхтата на Колис и парите от подкупа като плащане. След това той отплава с Мак.

## В ролите
| Изпълнител       | Роля           |
| ---------------- | -------------- |
| Джеймс Каан      | Майк Локен     |
| Робърт Дювал     | Джордж Хансен  |
| Бърт Йънг        | Мак            |
| Бо Хопкинс       | Джером Милър   |
| Артър Хил        | Кап Колис      |
| Мако             | Юен Чънг       |
| Гиг Йънг         | Лорънс Уейбърн |
| Том Кланси       | Дан О'Лиъри    |
| Тиана Александра | Томи           |
| Кейт Хефлин      | Ейми           |